# クプリアン・キルキシュ
クプリアン・オシポヴィチ・キルキシュ（ロシア語: Куприян Осипович Киркиж、1888年9月29日 - 1932年5月24日）は、ソビエト連邦の政治家。

## 生涯
1888年9月29日（ユリウス暦9月17日）、ロシア帝国ヴィテプスク県スモリャンツィの農家に生まれ、13歳から工場で働き始めた。1910年からロシア社会民主労働党に入党し、リガやハリコフの党組織で活動。1917年にはハリコフでボリシェヴィキのペチン地区委員会議長およびハリコフ委員会メンバー、ハリコフ・ソビエトのメンバーを務めた。同年から翌1918年には赤軍と赤衛隊の分隊を指揮し、モスクワの兵器工場の代表やロシア社会主義連邦ソビエト共和国軍事人民委員部のハリコフおよびクルスク特別全権を務める。1920年まではドネツクとエカテリノスラフでも政治将校としてアントーン・デニーキンやネストル・マフノの軍と戦った。
1922年に党ハリコフ県委書記および県ソビエト執行委副議長となり、1925年までウクライナ共産党ハリコフ県委責任書記を務める。1923年には赤旗勲章を授与され、同年4月から1927年11月までウクライナ共産党中央委、1923年6月から1926年11月まで中央委組織局、1925年11月まで組織部部長、1925年12月から1926年11月まで中央委政治局および書記局のメンバーを歴任。1925年11月から1926年11月まではハリコフ管区 (ru) 委責任書記を務めた。
1924年5月から1925年9月までロシア党中央委メンバー候補になり、同年12月から1930年6月まで中央委メンバーであった。1926年11月から翌1927年2月までウクライナ社会主義ソビエト共和国労農監査人民委員およびウクライナ共産党中央統制委議長を務める。同月から1929年4月まではウズベキスタン共産党中央委第一書記および連邦共産党中央委中央アジア局副議長でもあった。
1929年4月から1931年までソビエト貿易関係者同盟中央委議長、1929年4月から1932年5月まで全連邦通商同盟中央会議幹部会メンバー、1930年7月から1932年5月まで連邦共産党中央統制委 (ru) メンバー並びに幹部会メンバー候補を歴任。連邦中執委幹部会メンバー候補でもあり、ロシア党第11回 (ru) から第16回 (ru) までの大会にも出席している。
1931年からは機械労働者同盟中央委議長も務めていたが、在任中の翌1932年5月24日にモスクワで自動車事故死し、クレムリンの壁墓所に葬られた。死後、キルキシュの名はコヴロフの工場や通りに付けられた。兄弟の曾孫であるインガ・キルキシュは、脚本家となっている。